# Feri Komul
Feri Komul (sinh ngày 1 tháng 3 năm 1987) là một cầu thủ bóng đá người Indonesia hiện tại thi đấu cho Aceh United. Trước đây anh thi đấu cho Persiraja Banda Aceh  và Persija Jakarta.